# Lerista quadrivincula
Lerista quadrivincula este o specie de șopârle din genul Lerista, familia Scincidae, descrisă de Storr 1990. Conform Catalogue of Life specia Lerista quadrivincula nu are subspecii cunoscute.